# Marlin (Texas)
Marlin ist die Bezirkshauptstadt und Sitz der Countyverwaltung (County Seat) des Falls County im US-Bundesstaat Texas in den Vereinigten Staaten. Das U.S. Census Bureau hat bei der Volkszählung 2020 eine Einwohnerzahl von 5462 ermittelt.

## Geographie
Die Stadt liegt an der Zusammenführung der Highways 6 und 7, sieben Kilometer östlich des Brazos River im mittleren Osten von Texas im Zentrum des Countys und hat eine Gesamtfläche von 11,8 km².

## Demografische Daten
Nach der Volkszählung im Jahr 2000 lebten hier 6.628 Menschen in 2.415 Haushalten und 1.509 Familien. Die Bevölkerungsdichte betrug 566,2 Einwohner pro km². Ethnisch betrachtet setzte sich die Bevölkerung zusammen aus 41,84 % weißer Bevölkerung, 44,48 % Afroamerikanern, 0,27 % amerikanischen Ureinwohnern, 0,20 % Asiaten, 0,02 % Bewohnern aus dem pazifischen Inselraum und 11,62 % aus anderen ethnischen Gruppen. Etwa 1,58 % waren gemischter Abstammung und 18,30 % der Bevölkerung waren spanischer oder lateinamerikanischer Abstammung.
Von den 2.415 Haushalten hatten 30,2 % Kinder unter 18 Jahre, die im Haushalt lebten. 35,7 % davon waren verheiratete, zusammenlebende Paare. 22,5 % waren allein erziehende Mütter und 37,5 % waren keine Familien. 34,8 % aller Haushalte waren Singlehaushalte und in 18,9 % lebten Menschen, die 65 Jahre oder älter waren. Die Durchschnittshaushaltsgröße betrug 2,47 und die durchschnittliche Größe einer Familie belief sich auf 3,21 Personen.
33,2 % der Bevölkerung waren unter 18 Jahre alt, 7,4 % von 18 bis 24, 21,3 % von 25 bis 44, 18,9 % von 45 bis 64, und 19,3 % die 65 Jahre oder älter waren. Das Durchschnittsalter war 35 Jahre. Auf 100 weibliche Personen aller Altersgruppen kamen 96,6 männliche Personen. Auf 100 Frauen im Alter von 18 Jahren und darüber kamen 80,4 Männer.

Das jährliche Durchschnittseinkommen eines Haushalts betrug 21.443 USD, das Durchschnittseinkommen einer Familie 26.861 USD. Männer hatten ein Durchschnittseinkommen von 25.220 USD gegenüber den Frauen mit 18.111 USD. Das Prokopfeinkommen betrug 13.555 USD. 31,3 % der Bevölkerung und 27,9 % der Familien lebten unterhalb der Armutsgrenze. Davon waren 40,8 % Kinder und Jugendliche unter 18 Jahren und 16,8 % waren 65 oder älter.

## Söhne und Töchter der Stadt
- Blind Willie Johnson (1897–1945), Sänger und Gitarrist
- Tomcat Courtney (1929–2021), Bluesmusiker und Songwriter
- Bobbi Humphrey (* 1950), Flötistin, Altsaxophonistin und Sängerin
- Bruce Curry (* 1956), Boxer, Weltmeister im Halbweltergewicht